# La bicicleta
La bicicleta est une chanson des chanteurs colombiens Carlos Vives et Shakira. 
C'est le sixième single extrait du onzième album studio de Shakira, El Dorado.  

## Réception

### Réception critique
Sur le site SensCritique, la chanson obtient une note de 6.6 sur 10. Sur Charts in France, le son est considéré comme la troisième meilleure musique du onzième album studio de Shakira, El Dorado, basé sur 33 critiques, elle obtient un pourcentage de 11,28.

### Réception commerciale
Lors de sa sortie, elle démarre à la vingt-deuxième position du Bubbling Under Hot 100 Singles. Par la suite, la chanson culmine à la 95e place du Billboard Hot 100, ce qui en fait la première entrée sur le graphique pour Carlos Vives. 
En France, la chanson atteint la 30e place, après avoir passé seize semaines sur le classement.

## Classements
| Classements (2016-17)          | Meilleure position |
| ------------------------------ | ------------------ |
| Argentine                      | 2                  |
| Argentine (ventes mensuel)     | 1                  |
| Belgique (Ultratop Wallonie)   | 29                 |
| Chili                          | 1                  |
| Colombie                       | 1                  |
| Équateur                       | 1                  |
| Espagne                        | 1                  |
| France                         | 30                 |
| Guatemala                      | 1                  |
| Italie                         | 75                 |
| Mexique                        | 1                  |
| Paraguay                       | 2                  |
| Portugal                       | 17                 |
| Suisse                         | 54                 |
| Uruguay                        | 1                  |
| États-Unis (Billboard Hot 100) | 95                 |
| États-Unis (Hot Latin Songs)   | 2                  |
| États-Unis (Tropical Airplay)  | 1                  |
| Venezuela                      | 1                  |

## Certification
| Région                                                                     | Certifications       | Unités certifiés/Ventes |
| -------------------------------------------------------------------------- | -------------------- | ----------------------- |
| Brésil (ABPD)                                                              | Platine              | 40 000                  |
| Canada (Music Canada)                                                      | Or                   | 40 000                  |
| Chili (IFPI)                                                               | Platine              | 15 000                  |
| Colombie (Asincol)                                                         | Diamant              | 200 000                 |
| Espagne (Promusicae)                                                       | 7 × Platine          | 280 000                 |
| France (SNEP)                                                              | Platine              | 30 000 000‡             |
| Italie (FIMI)                                                              | Platine              | 50 000                  |
| Mexique (Amprofon)                                                         | Diamant+ Platine+ Or | 390 000                 |
| Suisse (IFPI Suisse)                                                       | Or                   | 15 000                  |
| États-Unis (RIAA)                                                          | 41 × Platine         | 2 460 000               |
| Monde                                                                      |                      | ~ 4 000 000 (SPS)}      |
| xNon précisé par la certification ‡ventes/streaming selon la certification |                      |                         |